# El Tuma-La Dalia
El Tuma-La Dalia è un comune del Nicaragua facente parte del dipartimento di Matagalpa.